# 田村町岩作
田村町岩作（たむらまち がんざく）は、福島県郡山市の大字である。郵便番号は963-1154。

## 地理
郡山市南東部の田村地区に属する。西で田村町守山、北から北東に掛け田村町大供、東で田村町谷田川、南で須賀川市塩田、堤、江持とそれぞれ隣接する。また西側の田村町守山と田村町山中の境界部に当大字の飛地（字三堂平）があり、当大字内には田村町守山の飛地が複数存在する。概ね町村制施行以前の田村郡岩作村の流れを汲む地域である。一級水系阿武隈川水系谷田川中流域を主な範囲とする。谷田川に沿う平野部には水田が広がり、北西部のJR水郡線磐城守山駅南側や北側の高台を中心に集落、住宅地が広がる。田村町大善寺に所在する郡山警察署田村駐在所及び田村町岩作に所在する郡山消防署田村分署がそれぞれ管轄にあたる。

### 主な字
字
- 穂多礼
- 西川原
- 小人町
- 三堂平
- 駒形

- 梅木平
- 東作田
- 房ケ作
- 地蔵田
- 唐松

- 四十坦
- 池ノ入
- 古道
- 坂ノ上

### 河川
一級水系阿武隈川水系
- 谷田川（大滝根川支流）

## 歴史
- 1879年1月27日 - 守山藩領岩作村が福島県内における郡区町村制の施行により田村郡の村となる。
- 1889年4月1日 - 町村制の施行により岩作村が山中村、大供村、守山村、大善寺村、御代田村、正直村、徳定村、金沢村、細田村と合併し田村郡守山村が発足する。旧岩作村域は新しい守山村の大字となる。
- 1908年3月13日 - 守山村が町制施行し守山町となり、守山町の大字となる。
- 1955年1月1日 - 守山町が谷田川村と高瀬村の一部と合併し田村町が発足し、田村町の大字となる。
- 1965年5月1日 - 田村町が郡山市、安積郡富久山町、日和田町、熱海町、安積町、喜久田村、逢瀬村、片平村、三穂田村、湖南村と合併し新たな郡山市が設立され、郡山市の大字となる。

## 世帯数と人口
2024年1月1日現在の世帯数と人口は以下の通りである。
| 大字       | 世帯数  | 人口  |
| ---------- | ------- | ----- |
| 田村町岩作 | 396世帯 | 953人 |

## 小・中学校の学区
市立小・中学校に通う場合、学区は以下の通りとなる。
| 番地 | 小学校             | 中学校             |
| ---- | ------------------ | ------------------ |
| 全域 | 郡山市立守山小学校 | 郡山市立守山中学校 |

## 交通

### 鉄道
- JR水郡線
  - 磐城守山駅

### 道路
- 国道49号
- 福島県道54号須賀川三春線
- 福島県道182号磐城守山停車場線
- 福島県道293号江持谷田川停車場線

## 施設
- 郡山市役所 田村行政センター
- 郡山消防署田村分署
- 田村保育所
- 岩作公民館
- 駒形稲荷神社